# Бель Ґібсон
Аннабель Наталі Ґібсон (англ. Annabelle Natalie Gibson; 8 жовтня 1991, Лонсестон, Тасманія, Австралія) — австралійська шарлатанка, колишня інфлюенсерка та псевдонауковиця. Вона є автором мобільного застосунку «The Whole Pantry» та кулінарної книги, що його супроводжує. Протягом усієї своєї «кар'єри» гуру велнесу Ґібсон неправдиво стверджувала, що у неї діагностовано кілька ракових патологій, у тому числі рак мозку, з яким вона ефективно справлялася за допомогою дієти, фізичних вправ, природної медицини та методів альтернативної медицини. Вона неправдиво стверджувала, що пожертвувала значну частку свого доходу та прибутку компанії численним благодійним організаціям. У квітні 2015 року Ґібсон зізналася в інтерв'ю, що сфабрикувала свої заяви про наявність кількох видів раку.
Відділ із захисту прав споживачів Вікторії оголосив про позов проти Ґібсон у 2016 році, а в 2017 році Федеральний суд Австралії підтримав більшість їхніх вимог, застосувавши штраф у розмірі 410 000 австралійських доларів.

## Раннє життя та освіта
Аннабель Наталі Ґібсон народилася 8 жовтня 1991 року у місті Лонсестон, штат Тасманія. Згідно з інтерв'ю, даними до того, як її викрили, вона покинула свій сімейний будинок у Брісбені у віці 12 років, щоб жити з однокласником, а пізніше жила з другом сім'ї.
Ґібсон відвідувала державну середню школу у Віннумі, Квінсленд, поки не кинула її в 10 класі, хоча пізніше вона також стверджувала, що навчалася вдома.

## Кар'єра та обман
Гібсон деякий час працювала стажеркою в компанії-постачальнику кейтерингів «PFD Food Services» у Літтоні, але публікації в соціальних мережах показують, що наприкінці 2008 року вона переїхала до Перта, Західна Австралія. Вона була залучена до культури скейтбордингу та брала активну участь у тамтешній онлайн-спільноті. Гібсон переїхала з Перта до Мельбурна в липні 2009 року і стала матір'ю через рік, у віці 18 років.
У 2012 році Гібсон запустила свій обліковий запис в Instagram «@healing_belle», заявивши, що у неї рак мозку, і пропагувала поради для харчування та способу життя. Акаунт зібрав «200 000 підписників протягом року».
Вона запустила мобільний застосунок «The Whole Pantry» у серпні 2013 року, у віці 21 року.
Як повідомляється, у 2014 році Гібсон сказала потенційному діловому партнеру, що у неї було «кілька імен», під якими вона жила. Гібсон стверджувала в інтерв'ю «The Australian Women's Weekly», що її мати змінювала їй ім'я п'ять разів, коли вона була маленькою. Корпоративна документація Гібсон показує, що вона на три роки молодша, ніж вона публічно заявляла.

### «The Whole Pantry»
Після того як Гібсон запустила застосунок «The Whole Pantry», протягом першого місяця його завантажили 200 000 разів. Він переміг в голосуванні за найкращий застосунок Apple в категорії «Їжа й напої» у 2013 році. Незабаром Гібсон підписала угоду з «Lantern Books», імпринтом Penguin Books, на супровідну настільну кулінарну книгу, яка була опублікована в жовтні 2014 року. Вона також працювала з Apple у вересні 2014 року, щоб перенести застосунок як привілейовану попередньо встановлену сторонню програму за замовчуванням у випуску Apple Watch у квітні 2015 року. Було підраховано, що до початку 2015 року продажі застосунку та книги «The Whole Pantry» склали понад 1 мільйон австралійських доларів. Гібсон описала свою боротьбу з раком у блозі з такою ж назвою, але «сумніви щодо її заяв виникли після того, як вона не змогла передати обіцяну пожертву в розмірі 300 000 доларів на благодійність».
До того, як виникли сумніви щодо її здоров'я та заяв про благодійні пожертви, Гібсон мала намір розширити свій бренд за межі додатка, раніше зареєструвавши домен «The Whole Life» і оголосивши в грудні 2014 року про набір ІТ-фахівця для розширення портфоліо додатка та бренду. І застосунок The Whole Pantry, і The Whole Life, були зареєстровані партнером Гібсон, Клайвом Ротвеллом, на її корпоративне ім'я. Реєстрація Whole Pantry була виправлена в березні 2015 року після вибуху скандалу.
«The Whole Pantry» заперечує, що Гібсон допомогла будь-кому відмовитися від традиційного лікування раку. Цитуються її публікації в соціальних мережах, у яких стверджується, що вона «незліченну кількість разів допомагала іншим» відмовитися від традиційного лікування раку та лікувати себе «природним шляхом», а також «підводила їх до природної терапії для всього, від фертильності, депресії, пошкодження кісток та інших видів раку».

### Твердження про здоров'я
В інтерв'ю Гібсон стверджувала, що хворіла на рак мозку, крові, селезінки, матки, печінки та нирок, які вона помилково приписувала реакції на вакцину проти раку шийки матки «Гардасил». Коли книга була випущена в листопаді 2014 року, Гібсон стверджувала у передмові, що вона «вже два роки в стабільному стані, і рак не розвивався». Її історія виявилася непослідовною: вона повідомила ЗМІ, що рак досяг її печінки та нирок; три місяці перед тим вона написала на сторінці «The Whole Pantry» у Facebook, що її рак поширився на мозок, кров, селезінку та матку. Гібсон стверджувала, що їй кілька разів робили операції на серці, і вона переживала клінічну смерть на операційному столі. Вона також стверджувала, що у неї стався інсульт. Однак вона не змогла обґрунтувати свої медичні заяви чи назвати імена лікарів, які поставили їй діагноз і лікували її. Гібсон не мала жодних хірургічних шрамів від заявлених операцій на серці.
Твердження Гібсон та «The Whole Pantry» щодо переваг фізичних вправ, здорового харчування та позитивного мислення вважалися безперечними, оскільки широко визнавалися як такі, що сприяють цілісному благополуччю. Однак у своєму тепер уже видаленому обліковому записі Instagram та в інших соціальних мережах Гібсон також пропагувала небезпечні псевдонаукові практики, включаючи терапію Герсона, антивакцинацію та споживання непастеризованого сирого молока.
Котроверсійну терапію Герсона так само пропагувала інша австралійська велнес-блогерка, Джесіка Ейнско, на похоронах якої Гібсон була присутня, коли Ейнско померла від раку наприкінці лютого 2015 року.

### Твердження про благодійність
Коли медичні заяви Гібсон були ретельно переглянуті, з'явилися звинувачення в тому, що благодійні внески, зібрані в 2013 і 2014 роках, не були спрямовані на зазначені цілі. Гібсон заперечувала звинувачення, але «Fairfax Media» заявили, що вона «не передала кошти, витребувані від імені п'яти благодійних організацій» і «значно завищила загальну суму пожертвувань компанії на різні цілі». Дві благодійні організації підтвердили газеті «The Australian», що компанія Гібсон використовувала їхні назви в акціях по збору коштів, але або не змогла доставити пожертви, або неналежним чином обліковувала кошти.
У 2014 році Гібсон кілька разів стверджувала, що «The Whole Pantry» пожертвував близько 300 000 доларів на благодійність, включаючи охорону здоров'я матерів у країнах, що розвиваються, медичну підтримку онкохворих дітей та школи в Субсахарській Африці. Наприкінці 2014 року, коли додаток «The Whole Pantry» став попередньо встановленим на Apple iPad, Гібсон заявила через свій акаунт в Instagram, що співпрацює з двадцятьма різними благодійними організаціями. У своєму профілі LinkedIn, створеному в лютому 2013 року, Гібсон заявила, що є філантропкою.
У відношенні до провадження щодо шахрайства, Гібсон зрештою визнала, що вона серйозно завищила зроблені благодійні внески. Подальші повідомлення в ЗМІ в березні 2015 року стверджували, що можна було встановити, що лише приблизно 7000 доларів США із заявлених раніше 300 000 доларів було передано загалом трьом благодійним організаціям, причому щонайменше 1000 доларів із 7000 доларів США, як повідомляється, було пожертвовано лише після того, як Гібсон дізналася про розслідування «Fairfax» щодо її попередніх заяв. Інші 1000 доларів із 7000 доларів були пожертвувані на благодійність від імені Ротвелла, а не імені Гібсон чи компанії.
Також у березні 2015 року батьки маленької дитини, хворої на рак мозку, з якою Гібсон подружилася, повідомили, що вони не знали, що Гібсон раніше стверджувала, що збирає кошти на лікування їхньої дитини від їхнього імені. Сім'я ніколи не отримувала жодних коштів від неї чи «The Whole Pantry» і підозрювала, що Гібсон використовувала інформацію, отриману з досвіду сім'ї, щоб підтвердити свої власні заяви про наявність раку мозку.

### Стурбованість виною видавця
У міру того, як скандал зростав, почали підніматися питання щодо відсутності належної обачності з боку Apple, Penguin та австралійських ЗМІ щодо того, щоб на перший погляд прийняти заяви Гібсон про наявність кількох видів раку, питання, яке було розглянуто в програмі ABC «Media Watch».
Apple Inc. у відповідь на запити ЗМІ в березні 2015 року відмовилася вилучити додаток «The Whole Pantry» з продажу, заявивши, що її турбує лише функціональність додатка, але незабаром його було вилучено з запуску Apple Watch. Згодом Apple видалила програму з Apple Store і з усіх рекламних матеріалів Apple Watch. Apple не надала жодної публічної інформації про причини видалення, але внутрішній електронний лист від австралійського керівника до офісу компанії в США підтвердив, що видалення буде предметом коментарів.
Журналісти-розслідувачі звернулися до «Lantern Books», які заявили, що не перевіряли обґрунтованість заяв Гібсон про рак, оскільки це не потрібно для кулінарної книги. Невдовзі після того, коли скандал продовжував наростати, Penguin вилучила книгу з продажу, посилаючись на відсутність відповіді Гібсон на запити щодо звинувачень від ЗМІ. Проте «Fairfax» повідомив, що «Penguin» до публікації книги вже запитував Гібсон і знімав на відео її історію раку, як описано в передмові. Penguin погодився заплатити 30 000 австралійських доларів відділу із захисту прав споживачів штату Вікторія як штраф за те, що він не підтвердив правдивість книги.
Журнал «Elle Australia», що видається «Bauer Media Group», визнав, що після хвалебної історії про Гібсон у грудні 2014 року вони отримали, але зрештою відхилили анонімні заяви про те, що вона вигадувала свою історію. Інший журнал Bauer, «Cosmopolitan», який у 2014 році присудив Гібсон нагороду «Fun Fearless Female» у соціальних мережах, визнав, що він також отримав та відхилив подібний електронний лист. Після зізнань Гібсон журнал вирішив не позбавляти її нагороди, заявивши, що вона була «номінована читачами та обрана читачами». Однак місяцем раніше помічник редактора Cosmopolitan заявив, що вони «самі висунули номінацію», вказуючи на те, що журнал, а не громадськість, відіграв важливу роль у просуванні нагородження Гібсон.
Фахівець з дослідження раку з Інституту медичних досліджень Гарвана публічно заявив, що, не спромігшися провести базову перевірку фактів і надавши «нефільтрований піар» неперевіреним твердженням Гібсон, засоби масової інформації були співучасниками її «шахрайства».

### Спроба очищення та захисту
Після того, як скандал вигулькнув в засобах масової інформації, «The Whole Pantry» почала видаляти будь-які коментарі на своїй (відтоді видаленій) сторінці у Facebook, які ставили під сумнів твердження Гібсон, стверджуючи, що ці коментарі лише додали «дезінформації» до початкової статті «Fairfax». Це вибіркове видалення викликало ще більше критики.
Дописи Гібсон у своєму обліковому записі Instagram, які згадували про її захворювання на рак або благодійні пожертви, також були вибірково видалені. Невдовзі всі публікації були видалені з акаунтів Гібсон і «The Whole Pantry» в Instagram. Приблизно в той самий час окремі повідомлення про рак Гібсон та заяви про її нетривалу смерть під час операції на серці також були вибірково видалені адміністратором її блогу «на прохання користувача». Облікові записи в ряді соцмереж незабаром були або закинуті, зроблені приватними, або повністю видалені. Згодом Гібсон створила ще один обліковий запис у Facebook під псевдонімом, який використовувався для захисту її роботи та протидії тому, що вона називала «залякуванням» її та її родини. Вона написала, що незабаром опублікує «відкритого листа».

## Визнання обману
У лютому 2015 року близька подруга Ґібсон, Шанель МакОліфф, висунула їй підозри щодо її заяв про рак і вчинення шахрайства. Вона закликала Ґібсон відкрити правду, але та відмовилася. Стурбована шкодою, яку Ґібсон завдавала онкохворим людям, МакОліфф повідомила про Ґібсон в поліцію, адвоката та журналіста-розслідувача; вони не бажали розглядати цю справу. Нарешті журналісти «The Age» визнали МакОліфф законною інформаторкою і оприлюднили першу історію про шахрайство Ґібсон. У березні 2015 року, після того, як у репортажах було виявлено шахрайські заяви Ґібсон щодо її благодійних пожертвувань, розслідування ЗМІ виявило, що вона також вигадувала свої історії про рак і брехала про свій вік, особисте життя та історію. Було висловлено занепокоєння, що Ґібсон вела розгульний спосіб життя: орендувала елітний міський будинок, розкішний автомобіль і офісне приміщення, проходила косметичні стоматологічні процедури, купувала дизайнерський одяг і відпочивала за кордоном. Вона оплатила всі ці витрати за рахунок грошей, які, як стверджувала, зібрала на благодійність.
Оскільки база підтримки в соціальних мережах руйнувалася, Ґібсон визнала в інтерв'ю в квітні 2015 року, що її заяви про наявність кількох видів раку були сфабрикованими, заявивши, що «все це не правда». Вона дала інтерв'ю «The Australian Women's Weekly», у якому зізналася, що сфабрикувала всі свої заяви про рак. Свій обман вона пояснювала своїм вихованням, зокрема нехтуванням з боку її матері, стверджуючи, що була змушена піклуватися про себе та свого брата з п'ятирічного віку. Інтерв'ю описували як «визнання обману без вираження жалю чи вибачень». Інтерв'ю Ґібсон для «Women's Weekly» було організовано компанією «Bespoke Approach», і компанія надала Ґібсон безоплатне представництво під час інтерв'ю.
У травні 2015 року, в інтерв'ю тому ж журналу, мати Ґібсон, Наталі Дал-Белло, спростувала кілька тверджень Ґібсон про її сім'ю, включно з неправдивим твердженням про те, що її брат був хворим на аутизм.

## Судовий позов
6 травня 2016 року Відділ із захисту прав споживачів Вікторії оголосив про судовий позов проти Ґібсон та «Inkerman Road Nominees Pty Ltd» (спочатку відомий як «Belle Gibson Pty Ltd») за «неправдиві заяви пані Ґібсон та її компанії щодо її діагнозу рак мозку в термінальній стадії, її відмову від звичайних методів лікування раку на користь природних засобів і пожертвування доходів різним благодійним організаціям». Регулятор заявив, що провів поглиблене розслідування діяльності Ґібсон і звернувся до Федерального суду Австралії з проханням подати позов. Видавець Ґібсон, «Penguin Australia», погодився заплатити 30 000 доларів Фонду захисту прав споживачів Вікторії як штраф за випуск «The Whole Pantry» без перевірки фактів.
15 березня 2017 року Федеральний суд Австралії підтримав більшість цих вимог, дійшовши висновку, що «пані Ґібсон не мала розумних підстав вважати, що вона хвора на рак». Ґібсон була оштрафована на 410 000 австралійських доларів (які вона не заплатила станом на 2025 рік), але суддя прийняв розповідь Ґібсон про те, що вона діяла керуючись мареннями, радше ніж злочинним наміром. Суддя Федерального суду Дебра Мортімер постановила, що «більшість, але не всі» претензій проти Ґібсон були доведені. Ґібсон не з'явилася в суд для прийняття рішення. Суддя Мортімер встановила, що заяви Ґібсон були оманливими та вводили в оману, і що «у пані Ґібсон не було жодних підстав вважати, що вона хвора на рак, з того часу, як вона почала робити ці заяви публічно для реклами книги і застосунків „The Whole Pantry“, у середині 2013 року», але не було достатньо доказів, щоб довести, що вона діяла не перебуваючи в ілюзії.
Дії Ґібсон були описані Марком Фельдманом, клінічним професором психіатрії, який ввів термін «синдром Мюнхгаузена через Інтернет», як «особливо хижацькі», а також як «обман у великому масштабі з метою особистої вигоди».
У вересні 2017 року Ґібсон була оштрафована на 410 000 австралійських доларів за неправдиві заяви про свої пожертви на благодійність. Оскільки штраф не був сплачений, у 2019 році органи влади звернулися до суду, щоб звинуватити її в непокорі. Новий суд призначили на 14 травня, і їй загрожуватиме 6 років ув'язнення, якщо вона не прийде. Станом на середину вересня 2019 року Ґібсон все ще не заплатила, стверджуючи, що вона — банкрот, і відділ захисту прав споживачів Вікторії все ще намагався стягнути штраф. У листі від 2017 року, оприлюдненому пізніше Федеральним судом, Ґібсон заявила, що вона має борг на 170 000 доларів і має 5 000 доларів на своїх рахунках.
22 січня 2020 року Офіс шерифа штату Вікторія провів ордер на обшук у будинку Ґібсон в Норткоті та вилучив речі для відшкодування несплачених Ґібсон штрафів, які через відсотки та витрати перевищили півмільйона доларів. У лютому 2021 року секретар Федерального суду позначив її справу як «залишену». На її будинок був виданий другий ордер 21 травня 2021 року, щоб «спробувати відшкодувати її несплачені штрафи». Станом на лютий 2025 року Ґібсон не сплатила свої штрафи.

## Заява про усиновлення в спільноту Оромо
23 січня 2020 року, наступного дня після того, як поліція виконала перший ордер на обшук, з'явилося відео «Shabo Media» від жовтня 2019 року, на якому Ґібсон одягнена в хустку та розмовляє частково мовою оромо (називає себе у відео «Сабонту»), обговорюючи політичну ситуацію в Ефіопії з інтерв'юером і називаючи Ефіопію «домом». Вона заявила, що була усиновлена ефіопською громадою в Мельбурні після чотирьох років волонтерства, назвавши усиновлення подарунком від «Аллаха».
Однак того ж дня президент Австралійської асоціації громади оромо у штаті Вікторія Тарекен Чімді заявив, що Ґібсон не є зареєстрованим волонтером, «не є членом спільноти, і вона також не працює з громадою», і що він бачив її на заходах лише два-три рази. Він сказав, що, здається, ніхто не знає, хто вона така, і він тільки щойно дізнався про її передісторію та побажав, щоб вона припинила казати, що вона є частиною спільноти.

## У популярній культурі
У 2023 році компанія Netflix випустила двосерійний документальний фільм про Ґібсон під назвою «Пошук найгіршого шахрая в Instagram» (англ. The Search For Instagram's Worst Con Artist).
Кейтлін Дівер грає Ґібсон у драматичному серіалі Netflix 2025 року «Яблучний оцет».